# Tycherus boreoalpinus
Tycherus boreoalpinus är en stekelart som beskrevs av Ranin 1985. Tycherus boreoalpinus ingår i släktet Tycherus och familjen brokparasitsteklar. Inga underarter finns listade i Catalogue of Life.